# Most valuable player

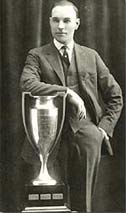
Frank Nighbor met de originele Hart Memorial Trophy in 1924. De trofee wordt jaarlijks toegekend aan de ‘speler die het meest waardevol wordt geacht voor zijn team’ in de National Hockey League (NHL).

In teamsporten is de most valuable player award (MVP Award) een onderscheiding die doorgaans wordt uitgereikt aan de persoon (of personen, in het geval van een gelijkspel) met de beste individuele prestatie in een competitie, een toernooi of binnen een specifiek team. De prijs is bedoeld om de bijdrage van een individu binnen een team te erkennen en de uitmuntendheid, voorbeeldigheid en/of uitzonderlijke prestaties van die speler te benadrukken in vergelijking met zijn of haar teamgenoten.
De term wordt het meest gebruikt in de Verenigde Staten en Canada. In de meeste andere landen ter wereld wordt "speler van het jaar" gebruikt voor een prijs die een heel seizoen duurt, en "speler van de wedstrijd" voor individuele wedstrijden. In Australië gebruiken de Australische voetbalclubs en -competities de term "beste en eerlijkste", terwijl de rugby leagues de term "speler van het jaar" gebruiken, zoals de Dally M Medal.

## Voorbeelden
- Major League Baseball, American en National Leagues, AL en NL Championship Series en World Series; ook All-Star Game
- Reguliere seizoen van de National Football League en de Super Bowl; ook Pro Bowl
- Hart Memorial Trophy en Lester B. Pearson/Ted Lindsay Award (regulier seizoen National Hockey League) en Conn Smythe Trophy (play-offs); de All-Star Game heeft ook een MVP
- Reguliere seizoen en finales van de National Basketball Association; ook NBA All-Star Game
- Reguliere seizoen en finales van de National Basketball Association voor vrouwen
- EuroLeague MVP
- Major League Soccer reguliere seizoen en MLS Cup; ook MLS All-Star Game
- FIVB- toernooien
- Canadian Football League reguliere seizoen, East Division, West Division en Grey Cup; ook "Most Valuable Canadian"-onderscheidingen voor het reguliere seizoen en Grey Cup
- Heisman Trophy voor American football op collegeniveau
- NCAA basketbaltoernooi; er zijn ook verschillende prijzen voor de speler(s) die zijn geselecteerd als speler van het jaar
- Indiase Premier League
- Reguliere seizoen en Grand Final van de National Basketball League
- Leigh Matthews Trophy, uitgereikt door de AFL Players Association aan de meest waardevolle speler van de AFL (in tegenstelling tot de Brownlow Medal, die wordt uitgereikt aan de eerlijkste en beste)
- Regulier seizoen van de Philippine Basketball Association, PBA-finale; ook PBA All-Star Game
- Europese voetbalcompetitie, zowel voor hun reguliere seizoen als voor hun kampioenswedstrijd